# Cianowo
Cianowo est une localité polonaise de la gmina mixte de Drawsko Pomorskie, située dans le powiat de Drawsko en voïvodie de Poméranie-Occidentale. Elle se trouve à environ 82 km à l'est de Szczecin, la capitale régionale.

## Géographie

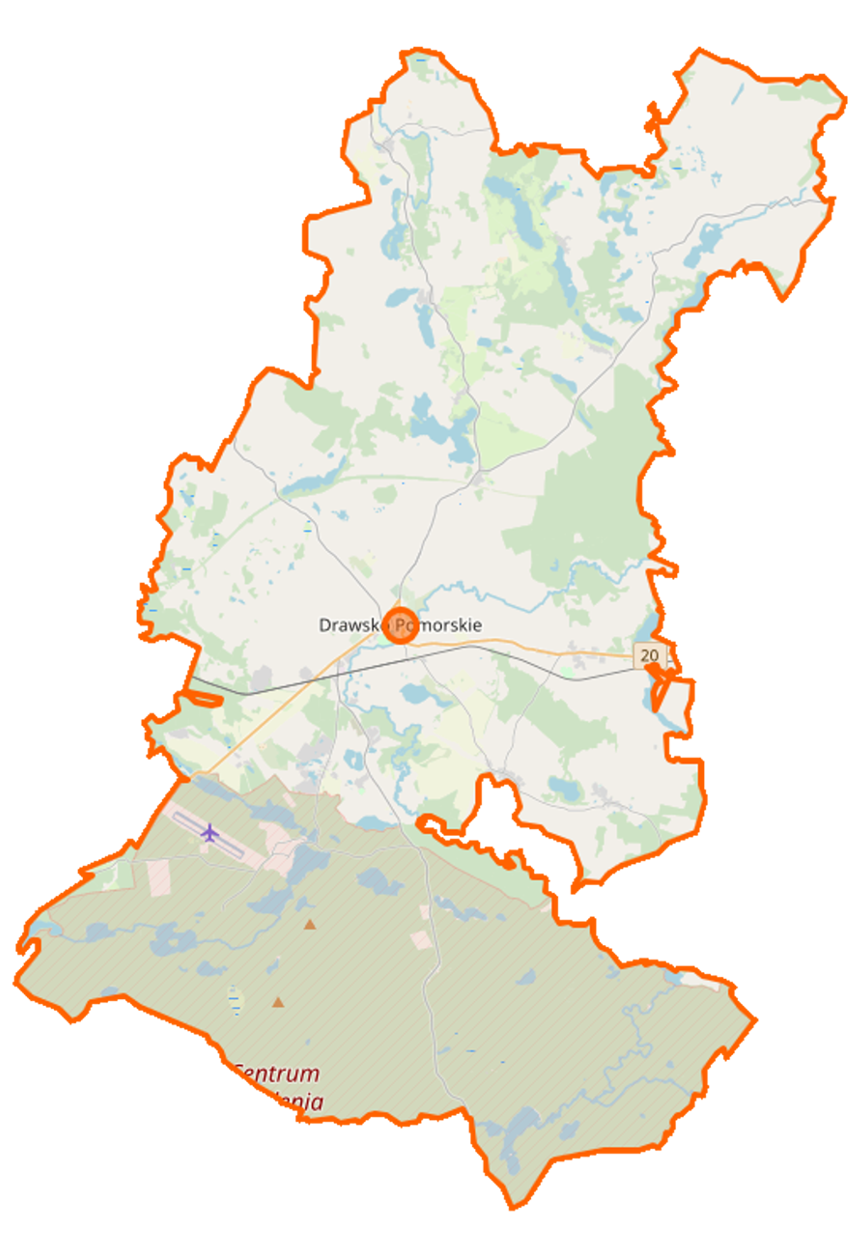
Carte de la gmina de Drawsko Pomorskie.